# Драга Мастиловић
Драга (Симатов) Мастиловић (Изгори код Гацка, Источна Херцеговина — Љевишта, Горња Морача 1877) је био српски хајдучки четовођа.

## Живот
Рођен у селу Изгори код Гацка у Херцеговини, у другој половини 18. вијека. Рано је постао познат као хајдук и вођа хајдучке чете. Четовао је по Херцеговини и Босни. Уцијењен је од стране Турака, а приликом покушаја његовог хватања у Изгорима, крајем 18. вијека, заједно са браћом убио је дванаест Турака, а затим ускочио у Љевишта у Горњу Морачу међу ускоке. Одатле је као четовођа ускакао у Херцеговину и Босну, те плијенио и убијао Турке. Убрзо је постао један од најпознатијих морачких ускока, заједно са Јакшом Гачанином, Мијатом Котлицом и другима. Посебно се истакао у бојевима Морачана са Турцима 1795. и 1820. године, када су Турци нападали Морачу. За његово име везано је безброј анегдота и прича, а међу њима је и она да је посјекао преко деведесет турских глава. Између осталог, посјекао је на планини Зеленгори познатог турског зулумћара Хаџију Звиздића, а са његовом сабљом, коју је тада заплијенио, касније је излазио на мегдане. Излазио је на мегдан и једном Турчину да замијени владику Петра Првог Петровића (св. Петар Цетињски), кога је овај Турчин изазвао на мегдан, а пошто је добио мегдан, владика га је благословио. Опјеван је у неколико јуначких епских пјесама ("Бој на Морачи 1820. године“, „Јакши Гачанину“ итд.) Умро је у дубокој старости, 1877. године, у Љевиштима гдје му земни остаци и сада почивају. Драгини потомци су горњеморачко братство Драгићи, те Мастиловићи у Мокроме (Дробњак) и неколико кућа Мастиловића у Гацку. Заједно са Драгом четовала су и његова браћа, а посебно је као ускок, али и као гуслар и пјесник, остао познат његов брат Лека Мастиловић. Од Леке је Сима Милутиновић Сарајлија (1791-1874), српски писац и Његошев учитељ, записивао на Цетињу епске јуначке пјесме. Лека је свој читлук у Изгорима са мајданом млинског камена поклонио манастиру Добрићево.

## Извори и литература
- Чедомир Баћовић, Поменик црногорских и херцеговачких ратника и првака (1500 - 1918), Никшић 1999, стр. 124;
- Андрија Лубурић, Дробњаци племе у Херцеговини, Београд 1930;
- Комнен Бећировић, Морачка Епопеја, 2006;
- С. М. Остојић, Мастиловићи - Казивања и Сјећања, 2002;
- С. М. Сарајлија, Историја Црне Горе, 1835;
- С. М. Сарајлија, Пјеванија црногорско херцеговачка, Универзитетска ријеч, Никшић, 1990;
- Архимандрит Леонтије Нинковић, Хронологија Манастира Добрићево, 1905;
- Обрад Вишњић, Голија и Голијани, Требиње 1987, стр. 49.
- Чедомир Баћовић, Херцеговци у бунама и устанцима 1482-1882, Никшић 2010.
- Радомир Мастиловић, Антологија породице Мастиловић, Сарајево, 1991.